# Cougar Town
Cougar Town ou Bienvenue à Cougar Town au Québec est une série télévisée américaine en 102 épisodes de 22 minutes créée par Bill Lawrence et Kevin Biegel, dont les trois premières saisons ont été diffusées entre le 23 septembre 2009 et le 29 mai 2012 sur le réseau ABC puis à partir de la quatrième saison du 8 janvier 2013 au 31 mars 2015 sur TBS,, et en simultané sur Citytv au Canada.
En France, la série est diffusée depuis le 5 mai 2010 sur OCS Happy, depuis le 14 novembre 2010 sur Téva ainsi que depuis le 29 août 2011 sur NRJ 12 et dès le 6 mai 2013 sur Chérie 25, en Belgique, depuis le 28 octobre 2010 sur Be Séries, en Suisse, depuis le 1er janvier 2011 sur TSR2 et au Québec, depuis 2011 sur la chaîne Mlle. Elle est rediffusée à partir du 2 juillet 2016 sur NRJ 12 comme programme hebdomadaire.

## Synopsis
Jules Cobb, âgée de 40 ans, est une agente immobilière fraîchement divorcée vivant avec son fils Travis, âgé de 17 ans, dans l'aire urbaine de Tampa Bay, dans la ville de Gulfhaven en Floride surnommée « Cougar Town » parce que son équipe de football américain du lycée se nomme les « Cougars », non loin de son ex-mari Bobby, un peu tête en l'air et qui éprouve toujours des sentiments pour elle. Essayant de faire face aux problèmes du quotidien, elle décide de se remettre à la « chasse aux hommes » avec l'aide de ses meilleures amies : Ellie, mère de famille mariée dans la quarantaine également, et Laurie, sa jeune employée écervelée de 28 ans…

## Distribution

### Acteurs principaux
- Courteney Cox (VF : Maïk Darah) : Jules Cobb
- Dan Byrd (VF : Juan Llorca) : Travis Cobb
- Busy Philipps (VF : Edwige Lemoine) : Laurie Keller
- Brian Van Holt (VF : Arnaud Arbessier) : Bobby Cobb (principal saisons 1 à 5, invité saison 6)
- Christa Miller Lawrence (VF : Brigitte Aubry) : Ellie Torres
- Josh Hopkins (VF : Maurice Decoster) : Grayson Ellis
- Ian Gomez (VF : Pierre Tessier) : Andy Torres
- Bob Clendenin (VF : Éric Marchal) : Tom Gazelian (à partir de la saison 4)

### Acteurs récurrents
Saison 1
- Carolyn Hennesy (en) (VF : Josiane Pinson) : Barbara Coman
- Spencer Locke (VF : Joséphine Ropion) : Kylie
- Nick Zano (VF : Yoann Sover) : Josh Grobbin
- Scott Foley (VF : Constantin Pappas) : Jeff
- Ryan Devlin (en) (VF : Alexandre Gillet) : Smith Franck

Saison 2
- Carolyn Hennesy (VF : Josiane Pinson) : Barbara Coman
- Spencer Locke (VF : Joséphine Ropion) : Kylie
- LaMarcus Tinker (en) (VF : Jean-Michel Vaubien) : Kevin
- Collette Wolfe (VF : Céline Ronté) : Kirsten

Saison 3
- Sarah Chalke (VF : Véronique Desmadryl) : Angie LeClaire[7]
- Shawn Parikh (VF : Fabrice Trojani) : Sig
- Nicole Sullivan (VF : Barbara Delsol) : Lynn Mettler
- Briga Heelan (VF : Charlyne Pestel) : Holly
- Edwin Hodge (VF : Frantz Confiac) : Wade

Saison 4
- Brad Morris (VF : Laurent Morteau) : Jerry
- Maria Thayer (VF : Alexandra Garijo) : Riggs

Saison 5
- Emily Wilson (en) (VF : Virginie Ledieu) : Bonnie

### Invités
- Lisa Kudrow (VF : Véronique Borgias) : Dr Amy Evans, dermatologue et maîtresse de Bobby. Séparés. (saison 1, épisode 11)
- Sheryl Crow (VF : Sophie Arthuys) : Sara, commerciale dans le vin puis petite amie de Grayson. Guitariste chevronnée. Séparés. (saison 1, épisodes 18 à 20)
- Barry Bostwick (VF : Bernard Tiphaine) : Roger Frank (saison 1, épisode 15, 20 et 21 ; saison 3, épisodes 10 et 13)
- Beverly D'Angelo : Sheila, la mère de Laurie (saison 1, épisode 16)
- Jennifer Aniston (VF : Dorothée Jemma) : Glenn, spécialiste en psychanalyse canine qui brûle beaucoup d'encens et emboutit son cabriolet dans une voiture en sortant d'un parking. (saison 2, épisode 1)
- Ken Jenkins (VF : Richard Leblond) : Père veuf et inconsolable de Jules qui se déguise en ours pour Halloween. Guitariste à ses heures. (saison 2, épisodes 6 et 19 ; saison 3, épisodes 2, 5 et 15)
- Sam Lloyd (VF : Denis Boileau) : Il reprend le rôle de Ted Buckland qu'il tenait dans la série Scrubs (saison 2, épisodes 21 et 22 ; saison 3, épisode 5)
- Robert Maschio (VF : Pascal Germain) : le nettoyeur de piscines (le Todd) (saison 3, épisode 5)
- Zach Braff (VF : Alexis Tomassian) : le livreur de pizzas (saison 3, épisode 5)
- David Arquette (VF : Serge Faliu) : Daniel (saison 3, épisode 15)
- Matthew Perry : Sam (saison 5, épisode 2) Chauffeur de la voiture que Jules a emboutie.
Version française
  - Société de doublage : Dubbing Brothers[8],[9]
  - Direction artistique : Danièle Bachelet[9]
  - Adaptation des dialogues : Christine de Chérisey et Catherine Lorans[9]

 Source et légende : version française (VF) sur RS Doublage et Doublage Séries Database

## Production

### Développement
En novembre 2009, à la suite du bon démarrage de la série, ABC a annoncé que Cougar Town allait bénéficier d'une saison complète de 22 épisodes. Puis au vu du succès de la série, la chaîne lui a accordé deux épisodes supplémentaires, portant la première saison à 24 épisodes.

En mai 2011, Bill Lawrence, le créateur de la série, annonce d'envisager de changer le titre à la saison prochaine. Il souhaite attirer un public plus jeune car le nom actuel ne reflète plus l'esprit global de la série. Il s'est exprimé sur le sujet via son compte Twitter : 

« Dorénavant Cougar Town est une série sur l'alcool et l'amitié entre adultes. Et elle s'appelle Cougar Town. Je me déteste. »

 Il compte aussi faire appel aux fans pour l'aider à trouver un nouveau nom.

### Casting
Bill Lawrence, qui est aussi le créateur de la série télévisée Scrubs, a fait appel à certains comédiens de cette série : Ken Jenkins (Bob Kelso dans Scrubs) qui interprète le père de Jules, mais aussi Scott Foley (Sean Kelly dans Scrubs) qui incarne Jeff, l'un des amants de l'héroïne, Sam Lloyd qui incarne à nouveau le personnage de Ted Buckland (devenu le colocataire de Travis à Hawaii) dans les épisodes 21 et 22 de la deuxième saison) ou encore Christa Miller (Jordan Sullivan dans Scrubs) qui incarne la meilleure amie et voisine de l'héroïne, et enfin Bob Clendenin (en), (le Docteur Paul Zeltzer dans Scrubs) qui incarne Tom, le voisin atypique et intrusif de Jules. 
 Il fait aussi appel à Barry Bostwick (qui incarne le maire Randall M. Winston Jr. dans Spin City), l'une de ses autres série télévisée, créée en 1996.

### Tournage
La série est tournée à Culver City, en Californie, aux États-Unis.

### Fiche technique
- Titre original et français : Cougar Town
- Titre québécois : Bienvenue à Cougar Town
- Créateurs : Bill Lawrence et Kevin Biegel
- Réalisation : Kevin Biegel et Bill Lawrence
- Scénario : Divers
- Décors : Cabot McMullen, Greg J. Grande
- Costumes : Kimberly A. Tillman
- Maquillage : Stephanie Cozart Burton
- Coiffure : Tena Parker, Michael Anton
- Photographie :
- Montage : John Michel, Roger Bondelli
- Musique : Waz
- Casting : Debby Romano, Brett Benner
- Direction artistique :
- Production : Thea Mann
  - Production exécutive : David Arquette
- Société de production : Doozer
- Société de distribution : ABC (États-Unis)
- Pays d'origine :  États-Unis
- Langue originale : anglais
- Format : couleur - 1,78:1 - son Dolby Digital
- Genre : Tragi-comique
- Durée : 22 minutes

## Univers de la série

### Les personnages

#### Personnages principaux
Jules Cobb
La quarantaine, agente immobilière fraîchement divorcée qui apprend à revivre dans une petite ville de Floride. Mère abusive, elle entretient une relation fusionnelle avec son fils, Travis, et supporte mal que ce dernier grandisse et évolue (notamment lors de son départ pour l'université).
Fidèle et sincère, elle ne peut tout de même s'empêcher d'exercer une certaine forme de contrôle sur ses amis.
Elle tente souvent de se poser en cheftaine, ce qui lui vaudra parfois quelques remarques et mésaventures.
Grande amatrice de vins, considérée comme éthylique, elle ne se sépare que très rarement de ses immenses verres, qui, dans l'ordre, meurent un à un : « Big Joe », ensuite « Big Carl », après « Big Lou » puis « Big Tippi » qui apparaît pour la première fois dans les deux épisodes qui se passent à Los Angeles et enfin « Big Chuck » qu'elle finira par « assassiner ».
Elle ne peut également s'empêcher de dégainer le plus souvent possible ses « doigts-flingues ».
Déjantée, drôle, maladroite, tout lui est plus facilement pardonné.
Elle formera plus tard un groupe avec ses amis, à la batterie.
Travis Cobb
Fils de Jules et Bobby âgé de 17 ans au début de la série.
Il est tout d'abord étudiant en dernière année de lycée avant de partir pour l'université.
Très attaché à ses parents, et plus particulièrement à sa mère, il n'en est pas moins embarrassé par leur comportement excentrique (le bateau de Bobby par exemple).
Jeune homme intelligent et sarcastique, Travis rencontre quelques difficultés à s'intégrer et a peu de succès avec les filles.
Il connaîtra toutefois son premier émoi amoureux auprès de Kaylie, une camarade d'école, puis une relation plus sérieuse auprès de Kirsten, une jeune femme de 23 ans rencontrée sur les bancs de l'université avant qu'elle ne l'abandonne et finit par tomber amoureux de Laurie et sortira avec elle à la fin de la saison 4.
Laurie Keller
Jeune femme blonde et écervelée, Laurie est la charmante employée de Jules avec qui elle entretient une relation amicale et complice.
Âgée de 29 ans, son unique but dans la vie est de profiter de chaque instant.
Elle encourage Jules à faire la fête sans se soucier du regard des autres.
Malgré son nombre impressionnant de conquêtes, elle connaîtra tout de même l'amour auprès d'un fils de bonne famille prénommé Smith, rencontrera un militaire, avec qui elle passera la plupart du temps à communiquer avec lui par internet. Elle finit par tomber amoureuse de Travis, le fils de Jules.
Dotée d'une culture et d'une intelligence vraisemblablement limitées, elle maîtrise approximativement son vocabulaire ce qui engendre des railleries fréquentes d'Ellie.
Elle sait toutefois se montrer attachante et loyale.
Bobby Cobb
Âgé d'une quarantaine d'années, Bobby est l'ex-mari de Jules.
Ancien champion de golf devenu professeur, il vit sur un bateau posé sur un parking.
Éternel optimiste, il est connu pour baragouiner et pour avoir inventé le jeu de la pièce dans le pot (Penny Can Can en V. O.), concept qu'il fera évoluer plus tard aux côtés de Laurie et Andy et revendra pour 40 000 dollars américains.
Contrairement aux autres, Bobby boit fréquemment de la bière mais partage, lui aussi, le plaisir du vin. D'après les AA, c'est un alcoolique.
Très excentrique et doté d'une intelligence quelque peu limitée, il a parfois du mal à comprendre ce qu'on lui dit, s'exprime, quelquefois, incompréhensiblement et ponctue ses phrases de petites chorégraphies et autres gimmicks (exemple : la danse de la confiance).
Il entretient une relation complice et fusionnelle avec Andy Torres et possède un chien du nom de Travis (c'est le même prénom que son fils).
Il finira par être appelé pour être professeur dans un club de golf réputé à la fin de la saison 5 et partira ensuite. Il ne réapparaîtra que dans le dernier épisode de la série.
Ellie Torres
Voisine et meilleure amie de Jules, elle est mariée à Andy, avec qui elle a un fils du nom de Stan, donné a l'enfant en hommage au défunt père d'Andy, Ellie déteste ce prénom mais se montre être une mère attentionnée, si bien que son fils l'appelle « Maman-Rigolote » .
La quarantaine, elle peut parfois se montrer condescendante et glaciale (aussi bien avec son époux qu'avec Laurie) et est adepte des remarques poignantes.
Ellie est une avocate reconnue pour faire peur, ce qui évitera des problèmes judiciaires aux membres de la bande à plusieurs reprises.
Elle exerce un contrôle évident sur Andy, qui semble tout de même apprécier. Malgré tout, elle laisse parfois transparaître un caractère plus doux et malléable, surtout auprès de Jules, de qui elle est extrêmement proche.
Fidèle et présente en toute occasion, elle est, elle aussi, une grande amatrice de vin, considérée comme alcoolique.
Elle est connue pour être agréable et tendre pendant seulement 7 minutes dans une journée (moment d'extase dont profite allègrement son époux pour quérir quelques gestes d'affection).
Grayson Ellis
Quadragénaire lui aussi fraîchement divorcé, il est le voisin de Jules, qu'elle appelle « PDJ » ou « pote de journal ».
Propriétaire d'un bar nommé très justement le « Gray's Pub », il tente d'oublier sa douloureuse rupture en séduisant le plus grand nombre de jeunes filles sans pour autant en tomber amoureux.
Il connaîtra toutefois l'amour auprès de Jules mais ne vendra pas sa demeure pour autant avant le dernier épisode de la saison 6, à Laurie et Travis.
Très intégré dans le petit groupe d'amis, même si les débuts ne furent pas évidents, il a quelques surnoms (« Graystock, petits yeux... »).
Forcé de suivre les règles du groupe, il devient un adepte du vin et découvre, un peu plus tard, que son groupe d'amis et lui sont alcooliques car ils correspondent à certains profils des AA.
Guitariste et chanteur à ses heures perdues, il aime à composer des morceaux sur les situations du moment.
Andy Torres
Mari d'Ellie mais aussi voisin et ami de Jules et Bobby.
Expert-comptable d'une quarantaine d'années, il est d'origine cubaine mais ne parle pas un mot d'espagnol, au grand dam de son frère.
Petit, dégarni et avec un certain embonpoint, il compense par un caractère jovial et désespérément optimiste. Danseur émérite mais peu doué au jeu de la pièce dans le pot (il lance en effet dans un pot plus grand et moins éloigné appelé « pot de chochotte »).
Mari dévoué, il est fou amoureux de son épouse et est à ses petits soins (celle-ci montre d'ailleurs une grande faculté à le manipuler).
Il entretient une relation fusionnelle avec Bobby, pour qui il se montre présent en toutes occasions (il devient pour un tournoi son caddie de golf), il est également loyal et compréhensif auprès des autres membres du groupe.
Stan Torres
Stan est le fils d'Ellie et d'Andy, il a été prénommé ainsi en l'honneur de son défunt grand-père paternel. Bien que sa nounou se soit plus occupée de lui, il entretient une relation presque fusionnelle avec sa mère, qui désespère au vu de son comportement.
Stan est un enfant turbulent, violent et dangereux qui est connu dans le quartier pour faire les quatre cent coups.

#### Personnages récurrents
Barbara Coman
Femme sans âge défini, croqueuse d'hommes invétérée, elle est également agent immobilier.
Lorsqu'elle croise ou rencontre Jules, elle ne peut s'empêcher de lui narrer ses derniers exploits auprès de la gent masculine, à grand renfort de plaisanteries graveleuses et autres sous-entendus. (saisons 1 et 2)
Josh Grobbin
Premier petit ami de Jules après son divorce. Beaucoup plus jeune qu'elle, Jules est plus attirée par son physique d’« Apollon » que par sa conversation.
Malgré la pression que se mettra Jules (lors de leur première relation sexuelle par exemple) et les efforts fournis, leur aventure n'aura pas de suite. (saison 1)
Kaylie
Jeune fille blonde, petite amie de Travis, rencontrée sur les bancs du lycée, est celle qui lui fera connaître ses premiers émois amoureux et lui apprendra, plus tard, le « baiser mordant » et le coup du glaçon.
Leur relation prendra fin très peu de temps après le départ de Travis pour l'université. Ce dernier la rencontrera à nouveau dans l'épisode 8 de la deuxième saison (Mère Abusive ou Little Girl Blues en VO), se déplaçant sur le dos d'un autre jeune homme. (saisons 1, 2)
Jeff
Homme mature et séduisant, Jeff est tout d'abord un client difficile et plutôt désagréable de Jules (à qui il fait visiter la même maison plus d'une dizaine de fois) avant de devenir son amant. (saison 1)
Smith Franck (Smith étant son prénom)
Jeune avocat et fils de bonne famille, il devient rapidement le premier petit ami « sérieux » de Laurie. Son père, Roger, suit des cours de golf auprès de Bobby et n'apprécie absolument pas Laurie, qu'il pense être une « croqueuse de diamants ». Il finira par rompre avec elle lorsqu'il se rendra compte que ses sentiments ne sont pas aussi forts que ceux de la jeune femme (qui a même commencé à « respirer » son prénom). (saison 1)
Kevin
Colocataire afro-américain de Travis lors de son arrivée à l'université. Il surnomme d'abord le jeune homme de « tête au carré », puis « fils de Bobby », avant de se prendre d'affection pour lui.
Plaqueur et chanteur émérite (il a même composé un morceau intitulé Ma Kirsten Chocolat), il sera invité chez les Cobbs pour Thanksgiving. (saison 2)
Tom Gazelian
Voisin au physique atypique, Tom est veuf depuis peu. Quelque peu intrusif, il tente par tous les moyens de s'intégrer au petit groupe d'amis, allant parfois jusqu'à espionner Jules, dont il semble être secrètement amoureux. Il est également, producteur de « vin de pieds » (puisqu'il écrase lui-même le raisin). Son nom de famille est dévoilé au début de la saison 3. (saison 2 et 3)
Kirsten
Âgée de 23 ans, elle est la nouvelle petite amie de Travis, rencontrée sur les bancs de l'université. Elle éprouvera quelques difficultés à s'intégrer à la famille Cobb, sa venue et son âge attisant la colère de Jules, et cette dernière étant responsable du « décès » de « Big Joe ».
Elle refusera, par la suite, la demande en mariage que lui fera Travis, le plongeant ainsi dans une profonde dépression. (saison 2)

## Accueil

### Audiences

#### Aux États-Unis
| Saison | Saison | Nombre d'épisodes | Jour et heure de diffusion | Diffusion originale sur ABC et TBS | Diffusion originale sur ABC et TBS | Année     | Audience moyenne (en millions) | Audience moyenne (en millions) | Audience moyenne (en millions) |
| Saison | Saison | Nombre d'épisodes | Jour et heure de diffusion | Début de saison                    | Fin de saison                      | Année     | Première                       | Finale                         | Moyenne                        |
| ------ | ------ | ----------------- | -------------------------- | ---------------------------------- | ---------------------------------- | --------- | ------------------------------ | ------------------------------ | ------------------------------ |
|        | 1      | 24                | Mardi 21 h 30              | 23 septembre 2009                  | 19 mai 2010                        | 2009-2010 | 11,28                          | 6,14                           | 7,00                           |
|        | 2      | 22                | Mardi 21 h 30              | 22 septembre 2010                  | 25 mai 2011                        | 2010-2011 | 8,32                           | 5,01                           | 6,50                           |
|        | 3      | 15                | Mardi 20 h 30              | 14 février 2012                    | 29 mai 2012                        | 2012      | 4,88                           | 3,42                           | 4,20                           |
|        | 4      | 15                | Mardi 22 h                 | 8 janvier 2013                     | 9 avril 2013                       | 2013      | 2,18                           | 1,38                           | 2,00                           |
|        | 5      | 13                | Mardi 22 h                 | 7 janvier 2014                     | 1er avril 2014                     | 2014      | 1,95                           | 1,53                           | 1,50                           |
|        | 6      | 13                | Mardi 22 h                 | 6 janvier 2015                     | 31 mars 2015                       | 2015      | 1,04                           | 1,24                           | 1,10                           |

## Commentaires
Le 4 janvier 2011, Apple a proposé aux utilisateurs de smartphone de télécharger gratuitement l'épisode pilote de la série dans le cadre de l'opération « 12 jours de cadeaux ».
La deuxième saison a eu une seconde pause puisque la chaîne américaine a arrêté la diffusion pour la reprendre à partir du 18 avril 2011.
Le 18 avril 2011, la chaine ABC a diffusé un épisode spécial qui permettait, aux fans de la série, de téléphoner à Courteney Cox et aux autres acteurs. À un moment de l’épisode, un des personnages a révélé un numéro de téléphone, que tout le monde pouvait utiliser. Cependant, les fans n'étaient pas en mesure de savoir qui allait décrocher.[réf. nécessaire]
Le 3 janvier 2012, Apple a proposé aux utilisateurs de smartphone de télécharger gratuitement le premier épisode de la deuxième saison de la série dans le cadre de l'opération « 12 jours de cadeaux ».
Victime d'audiences insatisfaisantes au cours de la diffusion de la troisième saison, la chaîne spécialisée TBS est entrée en pourparlers avec les producteurs depuis le 5 mai 2012, et a été renouvelée pour une quatrième saison le 10 mai 2012 par TBS.